# Ludovic-Alexandre Vidal
Pour les articles homonymes, voir Vidal.
Ludovic-Alexandre Vidal est un librettiste et parolier français de théâtre musical et de comédie musicale. Il est aussi adaptateur de comédies musicales.

## Biographie
Ludovic-Alexandre Vidal est né le 13 janvier 1983. Il est diplômé de l'École Centrale Paris, école dans laquelle il rencontre Julien Salvia, avec qui il écrit de nombreuses comédies musicales depuis 2005, notamment Le Prince et le Pauvre, Les Aventures de Tom Sawyer, le Musical, Le Tour du Monde en 80 Jours, le Musical ou en collaboration avec Anthony Michineau, Raiponce et le Prince aventurier et La Petite Fille aux allumettes.
Depuis 2008, il travaille aussi comme adaptateur de diverses comédies musicales, notamment Sister Act ou La Belle et la Bête, ou auteur de spectacles musicaux et non musicaux,. Il a aussi été interprète dans plusieurs comédies musicales, notamment dans Shrek au Casino de Paris,.

## Auteur
- 2006 : Auteur du livret et des paroles de Révolution, musique de Julien Salvia, Vingtième Théâtre
- 2007 : Auteur du livret et des paroles de L'Homme qui rit, musique de Julien Salvia, d'après le roman de Victor Hugo, Vingtième Théâtre
- 2008: Auteur du livret et des paroles de Le Prince et le Pauvre, musique de Julien Salvia, d’après le roman de Mark Twain, mise en scène de Julien Salvia, Théâtre Tallia, Théâtre Marsoulan, Vingtième Théâtre, Le Trianon[10],[11], Espace Libre (Montréal)[12], June Havoc Théâtre (New York)[13],[14],[15].
- 2014 : Co-auteur et adapteur du spectacle Drôlement Magique, du magicien Alain Choquette, mise en scène Bertrand Petit, Théâtre de la Gaîté Montparnasse[16],[17],[18].
- 2014 : Co-auteur du livret de Mistinguett, reine des années folles avec François Chouquet, et Jacques Pessis, paroles de Vincent Baguian, musiques de Jean-Pierre Pilot et William Rousseau, mise en scène de François Chouquet, Casino de Paris et Théâtre Comédia[19],[20],[21],[22],[23],[24].
- 2014 : Parolier de Raiponce et le Prince aventurier, musique de Julien Salvia, livret d'Anthony Michineau, d’après le conte des Frères Grimm, mise en scène de Guillaume Bouchède, Espace Pierre Cardin[25],[26],[27]
- 2015 : Parolier de La Petite Fille aux allumettes, musique de Julien Salvia, livret d'Anthony Michineau, d’après le conte de Hans Christian Andersen, mise en scène de David Rozen, Théâtre du Palais-Royal[28],[29],[30],[31]
- 2018 : Auteur du livret et des paroles de A Foreign Field, musique de Julien Salvia, d’après le récit journalistique de Ben MacIntyre, mise en espace de Anna Fox, présenté au Fortune Theatre, Londres[32],[33].
- 2018 : Auteur du livret et des paroles de Les Aventures de Tom Sawyer, le Musical, musique de Julien Salvia, d’après l’œuvre de Mark Twain, mise en scène de David Rozen, Théâtre Mogador[34].
- 2019 : Co-auteur (avec Alain Choquette et Philippe Robert) de La Mémoire du Temps, spectacle du magicien Alain Choquette, Tournée au Québec et Théâtre Le Palace, Paris[35].
- 2020 : Auteur du livret et des paroles de Le Tour du Monde en 80 Jours, le Musical, musique de Julien Salvia, d’après l’œuvre de Jules Verne, mise en scène de David Rozen, Théâtre Mogador[36].

## Adaptateur
- 2012 : Adaptation française du livret et des paroles de La Revanche d'une blonde, musique et paroles de Laurence O'Keefe et Nell Benjamin, livret de Heather Hach, mise en scène de Jeanne Deschaux, Le Palace. Version française originale[37].
- 2012 : Adaptation française du livret de Sister Act, musique de Alan Menken, paroles de Glenn Slater, livret de Bill et Cheri Steinkellner et Douglas Carter Beane, mise en scène de Carline Brouwer, adaptation française des paroles de Nicolas Nebot, Théâtre Mogador[38],[39],[40].Version française originale. Reprise de l'adaptation au Théâtre Saint-Denis à Montréal en 2014, dans une mise en scène de Denise Filiatrault[41].
- 2013 : Adaptation française du livret de La Belle et la Bête, musique de Alan Menken, paroles de Howard Ashman et Tim Rice, livret de Linda Woolverton, mise en scène de Glenn Casale, adaptation française des paroles de Nicolas Nebot et Claude Rigal-Ansous, Théâtre Mogador. Version française originale[42],[43].
- 2014 : Adaptation française des textes parlés de Le Bal des Vampires, musique de Jim Steinman, livret et paroles de Michael Kunze, mise en scène de Roman Polanski, adaptation française du livret musical et des paroles de Nicolas Nebot, Théâtre Mogador. Version française originale[44],[45].
- 2014 : Adaptation française du livret et des paroles de Jekyll & Hyde, musique de Frank Wildhorn, livret et paroles de Leslie Bricusse, mise en scène de Jacint Margarit, Temple Allemand, La-Chaux-de-Fonds, Suisse. Version française originale[46].
- 2015 : Adaptation française (co-écrite avec Nicolas Nebot) du livret et des chansons adaptées en français de Dirty Dancing d'Eleanor Bergstein, Palais des sports de Paris et tournée en France. Version française originale[47].
- 2015 : Adaptation française (co-écrite avec Nicolas Nebot) de Cats, musique d'Andrew Lloyd Webber, livret de T.S. Eliot, mise en scène de Trevor Nunn, Théâtre Mogador. Nouvelle version française[48],[49].
- 2017 : Adaptation française de Little Shop of Horrors (comédie musicale), La Petite Boutique des Horreurs, musique d'Alan Menken, livret et paroles de Howard Ashman, mise en scène de Grégory Faivre, tournée en France. Nouvelle version française[50],[49].
- 2018 : Adaptation française (co-écrite avec Nicolas Nebot) du livret de The Bodyguard de Lawrence Kasdan et Alexander Dinelaris avec les chansons de Whitney Houston, mise en scène de Thea Sharrock. Palais des sports de Paris et tournée en France. Version française originale[51]
- 2019 : Nouvelle production de La Revanche d'une blonde, dans la même version française qu'en 2012, La-Chaux-de-Fonds, Suisse[52].
- 2019 : Nouvelle production de Sister Act, dans la même version française que celle du Théâtre Mogador, au Théâtre Barnabé en Suisse[53].
- 2021 : Adaptation française de Charlie et la Chocolaterie, musique de Philippe Gouadin, livret de David Greig, mise en scène de Philippe Hersen, Théâtre Marigny. Nouvelle version française[54].

## Discographie
- 2012 : Album de Sister Act, musique de Alan Menken, paroles de Glenn Slater, livret de Bill et Cheri Steinkellner et Douglas Carter Beane, adaptation française des paroles de Nicolas Nebot, adaptation française du livret de Ludovic-Alexandre Vidal
- 2014 : Album de Raiponce et le Prince aventurier, paroles de Ludovic-Alexandre Vidal, musique de Julien Salvia, livret d'Anthony Michineau.
- 2015: Album de La Petite Fille aux allumettes, paroles de Ludovic-Alexandre Vidal, musique de Julien Salvia, livret d'Anthony Michineau.
- 2018: Album de Les Aventures de Tom Sawyer, Le Musical, paroles de Ludovic-Alexandre Vidal, musique de Julien Salvia.
- 2020: Album de Le Tour du Monde en 80 Jours, Le Musical, paroles de Ludovic-Alexandre Vidal, musique de Julien Salvia.

## Nominations et récompenses
- 2008 : Marius du meilleur musical jeune public (Paris), pour Le Prince et le Pauvre[55],[56]
- 2012 : 5 nominations au Midtown International Theatre Festival à New-York[57], dont "Outstanding Music & Lyrics" et 1 Award pour Nathalie Niesing comme "Best Supporting Actress"[58]
- 2013 : Sister Act, nommée aux Globes de Cristal, catégorie Meilleure comédie musicale[59].
- 2014 : La Belle et la Bête, nommée aux Globes de Cristal, catégorie Meilleure comédie musicale, et aux Molières, catégorie Théâtre Musical[60],[61].
- 2015 : Le Bal des vampires et Mistinguett, tous deux nommées aux Globes de Cristal, catégorie Meilleure Comédie Musicale[62]
- 2016 : Cats, nommée aux Molières, catégorie Meilleur Spectacle Musical[63].
- 2016 : Raiponce Et Le Prince Aventurier et La Petite Fille aux allumettes, tous deux nommés aux Molières, catégorie Meilleur Spectacle Jeune Public[63].
- 2017 : La Petite Fille aux allumettes, nommé aux  Les Trophées de la comédie musicale 2017, catégorie Meilleure Reprise[64].
- 2018 : Les Aventures de Tom Sawyer, Le Musical obtient 11 nominations à Les Trophées de la comédie musicale 2018, et obtient 3 prix : Trophée de la Partition de Comédie Musicale, Trophée de la Comédie Musicale Jeune public, et Trophée du Public[65].
- 2019 : Les Aventures de Tom Sawyer, Le Musical est nommé aux Molières 2019 pour le Molière du Jeune Public [66].
- 2020 : Le Tour du Monde en 80 Jours, le Musical est nommé aux Molières 2020 pour le Molière du Jeune Public [67].